# Campeonato Europeu de Corrida de Montanha de 2019
O 25º Campeonato Europeu de Corrida de Montanha de 2019 foi organizada pela Associação Europeia de Atletismo na cidade de Zermatt, na Suíça, no dia 7 de julho de 2019. Contou com a presença de 234 atletas em quatro categorias, tendo como destaque o Reino Unido com quatro medalhas, todas de ouro.

## Resultados
Esses foram os resultados da competição.

### Sênior masculino
Individual 
| Posição           | Atleta                 | País        | Tempo |
| ----------------- | ---------------------- | ----------- | ----- |
| Medalha de ouro   | Jacob Adkin            | Reino Unido | 53.21 |
| Medalha de prata  | Overgaard Aarvik Stian | Noruega     | 53.46 |
| Medalha de bronze | Xavier Chevrier        | Itália      | 54.02 |
| 4                 | Remi Bonnet            | Suíça       | 54.13 |
| 5                 | Cesare Maestri         | Itália      | 54.35 |
| 6                 | Johan Bugge            | Noruega     | 54.45 |
| 7                 | Robbie Simpson         | Reino Unido | 54.49 |
| 8                 | Manuel Innerhofer      | Áustria     | 54.57 |
| 9                 | Andrew Douglas         | Reino Unido | 55.00 |
| 10                | Martin Dematteis       | Itália      | 55.06 |

Equipe
| Posição           | Equipe      | Pontos |
| ----------------- | ----------- | ------ |
| Medalha de ouro   | Reino Unido | 17     |
| Medalha de prata  | Itália      | 18     |
| Medalha de bronze | Noruega     | 23     |

### Sênior feminino
Individual 
| Posição           | Atleta            | País        | Tempo   |
| ----------------- | ----------------- | ----------- | ------- |
| Medalha de ouro   | Maude Mathys      | Suíça       | 1:00.18 |
| Medalha de prata  | Andrea Mayr       | Áustria     | 1:01.19 |
| Medalha de bronze | Christel Dewalle  | França      | 1:02.48 |
| 4                 | Sarah Tunstall    | Reino Unido | 1:03.33 |
| 5                 | Elisa Sortini     | Itália      | 1:04.13 |
| 6                 | Stefanie Doll     | Alemanha    | 1:04.21 |
| 7                 | Valentina Belotti | Itália      | 1:05.06 |
| 8                 | Simone Troxler    | Suíça       | 1:05.16 |
| 9                 | Lisa Oed          | Alemanha    | 1:05.21 |
| 10                | Alessia Scaini    | Itália      | 1:05.32 |

Equipe
| Posição           | Equipe | Pontos |
| ----------------- | ------ | ------ |
| Medalha de ouro   | Itália | 22     |
| Medalha de prata  | França | 26     |
| Medalha de bronze | Suíça  | 31     |

### Júnior masculino
Individual 
| Posição           | Atleta              | País        | Tempo |
| ----------------- | ------------------- | ----------- | ----- |
| Medalha de ouro   | Joseph Dugdale      | Reino Unido | 28.48 |
| Medalha de prata  | Alain Cavagna       | Itália      | 28.54 |
| Medalha de bronze | Ramazan Yorulmaz    | Turquia     | 28.57 |
| 4                 | Matthew Mackay      | Reino Unido | 29.30 |
| 5                 | Euan Brennan        | Reino Unido | 29.38 |
| 6                 | Dominik Müller      | Alemanha    | 29.38 |
| 7                 | Samet Demir         | Turquia     | 29.57 |
| 8                 | Louis Parent        | França      | 30.02 |
| 9                 | Per-Christian Grieg | Noruega     | 30.06 |
| 10                | Islam Adli          | Turquia     | 30.10 |

Equipe
| Posição           | Equipe      | Pontos |
| ----------------- | ----------- | ------ |
| Medalha de ouro   | Reino Unido | 10     |
| Medalha de prata  | Turquia     | 20     |
| Medalha de bronze | Itália      | 29     |

### Júnior feminino
Individual 
| Posição           | Atleta                  | País        | Tempo |
| ----------------- | ----------------------- | ----------- | ----- |
| Medalha de ouro   | Barbora Havlickova      | Chéquia     | 32.20 |
| Medalha de prata  | Angela Mattevi          | Itália      | 33.11 |
| Medalha de bronze | Ruken Tek               | Turquia     | 34.42 |
| 4                 | Alexia Hecico           | Roménia     | 35.24 |
| 5                 | Jade Rodriguez          | França      | 35.29 |
| 6                 | Eve Pannone             | Reino Unido | 36.38 |
| 7                 | Katia Nana              | Itália      | 36.41 |
| 8                 | Ezgi Kaya               | Turquia     | 36.46 |
| 9                 | Maya Florentine Walcher | Áustria     | 36.50 |
| 10                | Shelly Schenk           | Suíça       | 36.57 |

Equipe
| Posição           | Equipe  | Pontos |
| ----------------- | ------- | ------ |
| Medalha de ouro   | Itália  | 20     |
| Medalha de prata  | Turquia | 30     |
| Medalha de bronze | Roménia | 33     |

## Quadro de medalhas
| Ordem  | País        | Medalha de ouro | Medalha de prata | Medalha de bronze | Total |
| ------ | ----------- | --------------- | ---------------- | ----------------- | ----- |
| 1      | Reino Unido | 4               | 0                | 0                 | 4     |
| 2      | Itália      | 2               | 3                | 2                 | 7     |
| 3      | Suíça       | 1               | 0                | 1                 | 2     |
| 4      | Chéquia     | 1               | 0                | 0                 | 1     |
| 5      | Turquia     | 0               | 2                | 2                 | 4     |
| 6      | Noruega     | 0               | 1                | 1                 | 2     |
| 6      | França      | 0               | 1                | 1                 | 2     |
| 8      | Áustria     | 0               | 1                | 0                 | 1     |
| 9      | Roménia     | 0               | 0                | 1                 | 1     |
| Totale | Totale      | 8               | 8                | 8                 | 24    |